# Ochthebius arizonicus
Ochthebius arizonicus är en skalbaggsart som beskrevs av Perkins 1980. Ochthebius arizonicus ingår i släktet Ochthebius och familjen vattenbrynsbaggar. Inga underarter finns listade i Catalogue of Life.